# Гай Монтэг
Гай Монтэг (англ. Guy Montag) — персонаж и главный герой научно-фантастического романа-антиутопии Рэя Брэдбери «451° по Фаренгейту», проживавший в футуристическом городе, где работал «пожарным», чья работа состоит в том, чтобы сжигать книги и здания, в которых они находятся.

## Политический бэкграунд
Цивилизация будущего обладает строительными технологиями, позволяющими возводить жилые дома и другие постройки из несгораемых материалов и оснащать системами пожаротушения, которые делают невозможными бытовые возгорания в современном понимании слова. Однако, пожарные от такого развития событий не оказались не у дел — тоталитарная власть лишь изменила направление их работы, и теперь их задача не тушить, а сжигать — сжигать крамольную литературу (а в понимании новой власти, почти любая художественная литература является крамольной) и места, где она была обнаружена. О том, что когда-то задача была иной, никто уже и не помнит.

## Описание персонажа
В одной из таких пожарных бригад и служит Гай Монтэг — потомственный пожарный. Ему 30 лет. Не очень грамотный, Монтэг на совесть выполняет свою работу и не задумывается о том, что фактически уничтожает ценные знания. Но однажды, после встречи с живущей по-соседству семнадцатилетней девушкой Клариссой Маклеллан, которая вскоре гибнет под колёсами машины, но своей способностью самостоятельно мыслить и своим открытым неприятием общества, успевает повлиять на всю дальнейшую жизнь Гая — в его мысли начинают закрадываться сомнения в правильности того, чем он занимается, и вообще он начинает переосмысливать всю ранее прожитую жизнь, которая теряет для него смысл. Гедонистическое, потребительское и лишённое способности мыслить общество постепенно начинает вселять в него отвращение. В итоге он бросает жену Милдред и работу (жена доносит на него властям, а своего непосредственного начальника, деспотичного брандмейстера Битти он сжигает точно так же, как ранее жёг книги), и общество, в котором живёт, и после того как ему удаётся скрыться от полицейского преследования, он сбегает из города, встретив других отвергнутых обществом людей, главным образом учёных с академическим образованием, цель которых — сберечь знание, накопленное цивилизацией за тысячелетия существования, для будущих поколений.

## Анализ
В большинстве антиутопий центральное место занимает один-два героя, которые взбунтовались против системы, осознав весь её ужас. Так было в «Мы» и «1984». Главный герой 30 лет был винтиком системы. Встреча с девушкой, которая является довольно важным персонажем, помогает ему осознать всю несовершенность системы. Стоит сказать, что герой чересчур быстро выходит из себя, при этом за 30 лет он ни разу не задумывался об этом, что является упущением писателя. Восстав против системы он стал типичным «героем-одиночкой» среди окружающего его общества, хотя впоследствии он нашел сподвижников. Забавно, что Битти был таким же как Монтэг и специально не препятствовал и подстёгивал героя к тому, чтобы он в конечном счете сжег его, поскольку Битти не хотел жить в таком мире.